# Campeonato de Fórmula 2 de 2021
O Campeonato de Fórmula 2 de 2021 foi a quinta temporada do Campeonato de Fórmula 2 da FIA, um campeonato de automobilismo para automóveis de Fórmula 2 que é sancionado pela Federação Internacional de Automobilismo (FIA). É uma categoria de monopostos que serve como o segundo nível de corridas de fórmulas no FIA Global Pathway. A categoria foi disputada em apoio ao Campeonato Mundial de Fórmula 1 de 2021, com cada rodada ocorrendo em conjunto com um Grande Prêmio.
Originalmente, um novo pacote de chassi deveria ser introduzido para o campeonato de 2021, mas como consequência da pandemia de COVID-19, o uso do chassi Dallara F2 2018 foi estendido por mais três anos.
O piloto da Prema Racing, Oscar Piastri, conquistou o título do Campeonato de Pilotos após a disputa da primeira corrida da rodada de Abu Dhabi, a última da temporada. No Campeonato de Equipes, a Prema Racing conquistou seu segundo título de equipe da categoria após uma dobradinha na terceira corrida da rodada de Gidá.

## Pilotos e equipes
Os seguintes pilotos e equipes competiram no Campeonato de Fórmula 2 de 2021. Como o campeonato é uma categoria de monotipos, todos os concorrentes competiram com um chassi Dallara F2 2018 idêntico, equipado com um motor turbo V6 desenvolvido pela Mecachrome. As equipes competem com pneus fornecidos pela Pirelli. As mesmas onze equipes que competiram durante a temporada de 2020 foram mantidas para o próximo ciclo de três anos.
| Equipe                | N.º | Pilotos             | Rodadas |
| --------------------- | --- | ------------------- | ------- |
| Prema Racing          | 1   | Robert Shwartzman   | Todas   |
| Prema Racing          | 2   | Oscar Piastri       | Todas   |
| UNI-Virtuosi Racing   | 3   | Guanyu Zhou         | Todas   |
| UNI-Virtuosi Racing   | 4   | Felipe Drugovich    | Todas   |
| Carlin                | 5   | Dan Ticktum         | Todas   |
| Carlin                | 6   | Jehan Daruvala      | Todas   |
| Hitech Grand Prix     | 7   | Liam Lawson         | Todas   |
| Hitech Grand Prix     | 8   | Jüri Vips           | Todas   |
| ART Grand Prix        | 9   | Christian Lundgaard | Todas   |
| ART Grand Prix        | 10  | Théo Pourchaire     | Todas   |
| MP Motorsport         | 11  | Jack Doohan         | 7–8     |
| MP Motorsport         | 12  | Lirim Zendeli       | 1–6     |
| Charouz Racing System | 14  | Enzo Fittipaldi     | 5–7     |
| Charouz Racing System | 15  | Guilherme Samaia    | Todas   |
| DAMS                  | 16  | Roy Nissany         | Todas   |
| DAMS                  | 17  | Marcus Armstrong    | Todas   |
| Campos Racing         | 20  | Gianluca Petecof    | 1–2     |
| Campos Racing         | 21  | Ralph Boschung      | Todas   |
| HWA Racelab           | 22  | Matteo Nannini      | 1       |
| HWA Racelab           | 23  | Alessio Deledda     | Todas   |
| Trident               | 24  | Marino Sato         | Todas   |
| Trident               | 25  | Bent Viscaal        | Todas   |
| Fontes:               |     |                     |         |

### Mudanças nos pilotos
- Nikita Mazepin e o campeão da Fórmula 2 de 2020, Mick Schumacher, foram disputar a temporada de 2021 da Fórmula 1 pela equipe Haas, deixando lugares vagos na Hitech Grand Prix e na Prema Racing, respectivamente.[26][27] Com isso, a Prema promoveu o campeão da Fórmula 3 de 2020 pela equipe, Oscar Piastri, como novo companheiro de Robert Shwartzman.[6]

- Ralph Boschung retornou para a disputa da temporada em tempo integral com a Campos Racing, equipe com a qual correu em sua primeira temporada de Fórmula 2 em 2017.[22] Boschung também disputou com a equipe, a última rodada da temporada de 2020 no Barém, substituindo Jack Aitken que havia sido convocado pela equipe de Fórmula 1 Williams para a disputa do Grande Prêmio de Sakhir.[28]

- O vice-campeão de 2020, Callum Ilott, anunciou que não voltaria à Fórmula 2 para a temporada de 2021.[29] Sua vaga na equipe UNI-Virtuosi será ocupada por Felipe Drugovich, vindo da MP Motorsport.[8] A equipe holandesa, por sua vez, trouxe o 8° colocado do campeonato de Fórmula 3 de 2020, Lirim Zendeli.[16]

- Sean Gelael deixou a Fórmula 2 após quatro anos consecutivos no campeonato e um em sua categoria antecessora, a GP2 Series, abrindo uma vaga na equipe DAMS para o israelense Roy Nissany, seu lugar na Trident foi ocupado pelo estreante holandês, Bent Viscaal[30][31][32][33]

- Pedro Piquet deixou seu lugar na Charouz Racing System e saiu da Fórmula 2 após um ano categoria, alegando razões financeiras. Seu lugar foi reposto por Guilherme Samaia, o brasileiro foi substituido na campos pelo seu compatriota e campeão da Formula 3 regional Gianluca Petecof[34]

- Yuki Tsunoda, que estreou na Fórmula 2 em 2020 pela Carlin, foi anunciado como piloto da AlphaTauri para a temporada de 2021 no lugar de Daniil Kvyat.[35] Tsunoda se torna assim o terceiro piloto da temporada de 2020 da Fórmula 2 promovido a principal categoria do automobilismo mundial. Seu lugar na Carlin foi ocupado pelo britanico Dan Ticktum, seu lugar na DAMS foi substituido por Marcus Armstrong, o neozelandês foi substituido na ART pelo estreiante Theo Pourchaire

## Calendário
Um calendário provisório com oito etapas de três corridas cada foi publicado em novembro de 2020.
| Etapa  | Circuito                                | Corridas curtas | Corrida principal |
| ------ | --------------------------------------- | --------------- | ----------------- |
| 1      | Circuito Internacional do Barém, Sakhir | 27 de março     | 28 de março       |
| 2      | Circuito de Mônaco, Monte Carlo         | 22 de maio      | 23 de maio        |
| 3      | Circuito Urbano de Bacu, Bacu           | 5 de junho      | 6 de junho        |
| 4      | Circuito de Silverstone, Silverstone    | 17 de julho     | 18 de julho       |
| 5      | Autódromo Nacional de Monza, Monza      | 11 de setembro  | 12 de setembro    |
| 6      | Autódromo de Sóchi, Sóchi               | 25 de setembro  | 26 de setembro    |
| 7      | Circuito Corniche de Gidá, Gidá         | 27 de novembro  | 28 de novembro    |
| 8      | Circuito de Yas Marina, Abu Dhabi       | 4 de dezembro   | 5 de dezembro     |
| Fonte: |                                         |                 |                   |

### Mudanças no calendário
Como consequência das medidas de redução de custos, os campeonatos de Fórmula 2 e Fórmula 3 adotaram um novo formato. Os dois campeonatos vão se alternar entre as reuniões dos Grandes Prêmios e não aparecerão mais juntos na conta da corrida de apoio. Embora isso vá reduzir o número de etapas, ambos os campeonatos terão três corridas em um Grande Prêmio, em vez de duas, mantendo o número total de corridas igual ao dos anos anteriores. A mudança de formato foi projetada para cortar custos para as equipes que competem em ambos os campeonatos, permitindo-lhes alternar a equipe entre cada campeonato.

## Mudanças no regulamento

### Mudanças esportivas
O formato do fim de semana está programado para ser alterado com duas corridas de curta distância realizadas no sábado e uma corrida especial com parada obrigatória no domingo. A qualificação determinará grid da corrida principal e da primeira corrida curta; o grid para a primeira corrida curta será definida invertendo as dez primeiras posições da qualificação. O grid da segunda corrida será formada pelos resultados da primeira corrida curta, com os dez primeiros colocados invertidos. A adição de uma terceira corrida à programação do fim de semana proporcionará às equipes um jogo extra de pneus.

## Pré-temporada
Os testes de pré-temporada foram realizados entre os dias 8 e 10 de março no Circuito Internacional do Barém, como forma de preparação para a primeira etapa do campeonato, e entre os dias 23 e 25 de abril no Circuito de Barcelona-Catalunha, para completar a preparação das equipes e pilotos.
(Em negrito, a volta mais rápida de cada semana)
| N.º | Circuito                                  | Mapa do circuito | Resultados          | Resultados          | Resultados | Resultados   | Resultados | Resultados |
| --- | ----------------------------------------- | ---------------- | ------------------- | ------------------- | ---------- | ------------ | ---------- | ---------- |
| 1   | Circuito Internacional do Barém, Barém    |                  | Dia                 | Piloto              | Equipe     | Melhor tempo | Voltas     | Ref.       |
| 1   | Circuito Internacional do Barém, Barém    | 8 de março       | David Beckmann      | Charouz Racing      | 1:42.844   | 50           | [ 41 ]     |            |
| 1   | Circuito Internacional do Barém, Barém    | 9 de março       | Christian Lundgaard | ART Grand Prix      | 1:41.697   | 84           | [ 42 ]     |            |
| 1   | Circuito Internacional do Barém, Barém    | 10 de março      | Marcus Armstrong    | DAMS                | 1:42.173   | 83           | [ 43 ]     |            |
| 2   | Circuito de Barcelona-Catalunha, Montmeló |                  | Dia                 | Piloto              | Equipe     | Melhor tempo | Voltas     | Ref.       |
| 2   | Circuito de Barcelona-Catalunha, Montmeló | 23 de abril      | Christian Lundgaard | ART Grand Prix      | 1:29.594   | 34           | [ 44 ]     |            |
| 2   | Circuito de Barcelona-Catalunha, Montmeló | 24 de abril      | Richard Verschoor   | MP Motorsport       | 1:28.280   | 51           | [ 45 ]     |            |
| 2   | Circuito de Barcelona-Catalunha, Montmeló | 25 de abril      | Felipe Drugovich    | UNI-Virtuosi Racing | 1:27.945   | 21           | [ 46 ]     |            |

## Pneus
Desde 2020, a Pirelli, fornecedora de pneus para todas as equipes de Fórmula 2, passou a utilizar um pneu de dezoito polegadas, como forma de testar sua performance para adoção deste tipo de pneu na Fórmula 1.
| Nome do composto | Cor      | Cor | Banda de rolamento  | Condições de condução | Dry Type*                          | Aderência   | Longevidade |
| ---------------- | -------- | --- | ------------------- | --------------------- | ---------------------------------- | ----------- | ----------- |
| Supermacio (SS)  | Lilás    |     | Slick (P Zero™)     | Seco                  | Soft                               | Muito alta  | Muito baixa |
| Macio (S)        | Vermelho |     | Slick (P Zero™)     | Seco                  | Soft                               | Alta        | Baixa       |
| Médio (M)        | Amarelo  |     | Slick (P Zero™)     | Seco                  | Medium                             | Média       | Média       |
| Duro (H)         | Branco   |     | Slick (P Zero™)     | Seco                  | Hard                               | Muito baixa | Muito alta  |
| Intermediário    | Verde    |     | Sulcos (Cinturato™) | Molhado               | Intermediate (Água não estagnante) | —           | —           |
| Chuva            | Azul     |     | Sulcos (Cinturato™) | Molhado               | Wet (Água estagnante)              | —           | —           |

| Compostos     | SAK    | MCO | BAC | SIL | MON | SOC | GID | YAS |
| ------------- | ------ | --- | --- | --- | --- | --- | --- | --- |
| Slick Duro    | H      | S   | M   | H   | M   | M   | M   | S   |
| Slick Macio   | SS     | SS  | SS  | M   | S   | SS  | S   | SS  |
| Intermediário | I      | I   | I   | I   | I   | I   | I   | I   |
| Chuva         | W      | W   | W   | W   | W   | W   | W   | W   |
| Ref.          | [ 48 ] |     |     |     |     |     |     |     |

## Resultados e classificações

### Resumo da temporada
| Etapa | Etapa | Circuito                        | Pole position   | Tempo    | Volta mais rápida | Tempo             | Piloto vencedor   | Equipe vencedora    | Detalhes |
| ----- | ----- | ------------------------------- | --------------- | -------- | ----------------- | ----------------- | ----------------- | ------------------- | -------- |
| 1     | C1    | Circuito Internacional do Barém | —               | —        | Lirim Zendeli     | 1:50.886          | Liam Lawson       | Hitech GP           | Detalhes |
| 1     | C2    | Circuito Internacional do Barém | —               | —        | Ralph Boschung    | 1:45.507          | Oscar Piastri     | Prema Racing        | Detalhes |
| 1     | L     | Circuito Internacional do Barém | Guan Yu Zhou    | 1:42.848 | Robert Shwartzman | 1:46.380          | Guan Yu Zhou      | UNI-Virtuosi Racing | Detalhes |
| 2     | C1    | Circuito de Mônaco              | —               | —        | Jüri Vips         | 1:22.125          | Guan Yu Zhou      | UNI-Virtuosi Racing | Detalhes |
| 2     | C2    | Circuito de Mônaco              | —               | —        | Robert Shwartzman | 1:30.728          | Dan Ticktum       | Carlin              | Detalhes |
| 2     | L     | Circuito de Mônaco              | Théo Pourchaire | 1:20.985 | Guan Yu Zhou      | 1:21.912          | Théo Pourchaire   | ART Grand Prix      | Detalhes |
| 3     | C1    | Circuito Urbano de Bacu         | —               | —        | Théo Pourchaire   | 1:56.928          | Robert Shwartzman | Prema Racing        | Detalhes |
| 3     | C2    | Circuito Urbano de Bacu         | —               | —        | Oscar Piastri     | 1:56.020          | Jüri Vips         | Hitech GP           | Detalhes |
| 3     | L     | Circuito Urbano de Bacu         | Liam Lawson     | 1:54.217 | Dan Ticktum       | 1:55.199          | Jüri Vips         | Hitech GP           | Detalhes |
| 4     | C1    | Circuito de Silverstone         | —               | —        | Oscar Piastri     | 1:42.498          | Robert Shwartzman | Prema Racing        | Detalhes |
| 4     | C2    | Circuito de Silverstone         | —               | —        | Oscar Piastri     | 1:42.846          | Richard Verschoor | MP Motorsport       | Detalhes |
| 4     | L     | Circuito de Silverstone         | Oscar Piastri   | 1:39.854 | Jehan Daruvala    | 1:42.767          | Guan Yu Zhou      | UNI-Virtuosi Racing | Detalhes |
| 5     | C1    | Autódromo Nacional de Monza     | —               | —        | Théo Pourchaire   | 1:34.314          | Théo Pourchaire   | ART Grand Prix      | Detalhes |
| 5     | C2    | Autódromo Nacional de Monza     | —               | —        | Oscar Piastri     | 1:35.239          | Jehan Daruvala    | Carlin Motorsport   | Detalhes |
| 5     | L     | Autódromo Nacional de Monza     | Oscar Piastri   | 1:32.199 | Liam Lawson       | 1:35.000          | Oscar Piastri     | Prema Racing        | Detalhes |
| 6     | C1    | Autódromo de Sóchi              | —               | —        | Théo Pourchaire   | 1:50.669          | Dan Ticktum       | Carlin              | Detalhes |
| 6     | C2    | Autódromo de Sóchi              | —               | —        | Corrida cancelada | Corrida cancelada | Corrida cancelada | Corrida cancelada   | Detalhes |
| 6     | L     | Autódromo de Sóchi              | Oscar Piastri   | 1:47.465 | Liam Lawson       | 1:50.917          | Oscar Piastri     | Prema Racing        | Detalhes |
| 7     | C1    | Circuito Urbano de Gidá         | —               | —        | Robert Shwartzman | 1:44.179          | Marcus Armstrong  | DAMS                | Detalhes |
| 7     | C2    | Circuito Urbano de Gidá         | —               | —        | Oscar Piastri     | 1:43.940          | Oscar Piastri     | Prema Racing        | Detalhes |
| 7     | L     | Circuito Urbano de Gidá         | Oscar Piastri   | 1:40.878 | Oscar Piastri     | 1:45.326          | Oscar Piastri     | Prema Racing        | Detalhes |
| 8     | C1    | Circuito de Yas Marina          | —               | —        | Olli Caldwell     | 1:39.070          | Jehan Daruvala    | Carlin              | Detalhes |
| 8     | C2    | Circuito de Yas Marina          | —               | —        | Roy Nissany       | 1:37.445          | Guan Yu Zhou      | UNI-Virtuosi Racing | Detalhes |
| 8     | L     | Circuito de Yas Marina          | Oscar Piastri   | 1:35.077 | Théo Pourchaire   | 1:37.789          | Oscar Piastri     | Prema Racing        | Detalhes |

### Sistema de pontuação
Os pontos eram atribuídos aos dez melhores classificados na corrida longa, e aos oito melhores classificados nas corridas curtas. O pole position da corrida longa também recebia quatro pontos, e dois pontos eram concedidos ao piloto que faz a volta mais rápida entre os dez primeiros colocados nas corridas longa e curtas.
Pontos da corrida longa
| Posição | 1º | 2º | 3º | 4º | 5º | 6º | 7º | 8º | 9º | 10º | Pole | VMR |
| Pontos  | 25 | 18 | 15 | 12 | 10 | 8  | 6  | 4  | 2  | 1   | 4    | 2   |

Pontos das corridas curtas
Os pontos serão atribuídos aos oito melhores classificados.
| Posição | 1º | 2º | 3º | 4º | 5º | 6º | 7º | 8º | VMR |
| Pontos  | 15 | 12 | 10 | 8  | 6  | 4  | 2  | 1  | 2   |

### Campeonato de Pilotos
| Pos. | N.º | Piloto              | SAK | SAK | SAK | MCO | MCO | MCO | BAC | BAC | BAC | SIL | SIL | SIL | MON | MON | MON | SOC | SOC | SOC | GID | GID | GID | YAS | YAS | YAS | Ptos. |
| ---- | --- | ------------------- | --- | --- | --- | --- | --- | --- | --- | --- | --- | --- | --- | --- | --- | --- | --- | --- | --- | --- | --- | --- | --- | --- | --- | --- | ----- |
| 1    | 2   | Oscar Piastri       | 5   | 1   | 19† | 8   | 2   | 2   | Ret | 8   | 2   | 6   | 4   | 3   | 4   | 7   | 1   | 9   | C   | 1   | 8   | 1   | 1   | 3   | Ret | 1   | 252,5 |
| 2    | 1   | Robert Shwartzman   | 4   | Ret | 7   | Ret | 10  | 4   | 1   | 5   | 3   | 1   | 15  | 5   | 6   | 3   | 6   | 3   | C   | 4   | 5   | 3   | 2   | 4   | 2   | 5   | 192   |
| 3    | 3   | Guanyu Zhou         | 7   | 3   | 1   | 1   | 15  | 5   | 3   | Ret | 13  | Ret | 11  | 1   | 2   | 8   | 2   | NL  | C   | 6   | 17  | 8   | 4   | 8   | 1   | 2   | 183   |
| 4    | 5   | Dan Ticktum         | 8   | Ret | 2   | 6   | 1   | Ret | 2   | 6   | 8   | 8   | 3   | 2   | Ret | 11  | 3   | 1   | C   | 5   | 7   | 4   | 10  | 6   | 4   | 6   | 159,5 |
| 5    | 10  | Théo Pourchaire     | Ret | 6   | 8   | 7   | 4   | 1   | 5   | 9   | Ret | 5   | 10  | 8   | 1   | 10  | 4   | 5   | C   | 2   | Ret | 6   | Ret | 7   | 9   | 4   | 140   |
| 6    | 8   | Jüri Vips           | 10  | 16  | 13  | 5   | 3   | 8   | 8   | 1   | 1   | 2   | 6   | 7   | 8   | 6   | Ret | 2   | C   | Ret | 3   | Ret | 6   | 12  | Ret | 8   | 120   |
| 7    | 6   | Jehan Daruvala      | 2   | 4   | 6   | 11  | 8   | Ret | 4   | 3   | 7   | 12  | 19  | 10  | 9   | 1   | 5   | 12  | C   | 3   | 10  | 14  | 11  | 1   | 7   | 11  | 113   |
| 8    | 4   | Felipe Drugovich    | 16  | 14  | 9   | 2   | 14  | 3   | 14  | 10  | 4   | 4   | 7   | 6   | Ret | 17  | 12  | NL  | C   | NL  | 4   | 10  | 5   | 2   | 5   | 3   | 105   |
| 9    | 7   | Liam Lawson         | 1   | Ret | 3   | 9   | DSQ | 7   | Ret | 7   | 6   | 7   | 5   | 11  | 5   | 4   | Ret | Ret | C   | 7   | 2   | Ret | 9   | 5   | 6   | 20† | 103   |
| 10   | 21  | Ralph Boschung      | Ret | 17  | 15  | 4   | 5   | 6   | 6   | Ret | 5   | 14  | Ret | 14  | 14  | 9   | 14  | 6   | C   | 19† | 15  | 9   | 3   | 9   | 3   | 9   | 59,5  |
| 11   | 11  | Richard Verschoor   | Ret | 5   | 4   | 13  | 6   | 10  | 12  | Ret | 14  | 10  | 1   | 4   | Ret | 13  | DSQ | 8   | C   | 8   | NP  | NP  | NP  | Ret | 11  | 10  | 56    |
| 12   | 9   | Christian Lundgaard | 6   | 2   | 12  | Ret | Ret | 12  | 11  | Ret | 9   | 3   | 13  | 21  | 3   | 14  | 10  | 7   | C   | 9   | 6   | 15  | 7   | 15  | 18  | 15  | 50    |
| 13   | 17  | Marcus Armstrong    | Ret | 10  | 5   | 10  | Ret | Ret | 7   | Ret | Ret | 9   | 2   | 12  | 11  | 15  | 9   | 11  | C   | 11  | 1   | Ret | 8   | 10  | Ret | 7   | 49    |
| 14   | 25  | Bent Viscaal        | 13  | 12  | 17  | 14  | 11  | 11  | 10  | 4   | 17  | 16  | Ret | 13  | 7   | 2   | 15† | Ret | C   | Ret | 9   | 2   | 12  | 13  | 10  | 12  | 34    |
| 15   | 14  | David Beckmann      | 3   | 7   | 11  | 12  | Ret | 13  | 9   | 2   | 12  | 13  | 8   | 15  | 10  | 5   | 16† | 15  | C   | 10  | NP  | NP  | NP  | NP  | NP  | NP  | 32    |
| 16   | 16  | Roy Nissany         | 12  | 15  | Ret | 3   | Ret | 9   | 16  | 16  | 16  | Ret | 12  | 16  | Ret | 18  | 8   | 16  | C   | 15  | 13  | 11  | 15  | 14  | 17  | 13  | 16    |
| 17   | 12  | Lirim Zendeli       | 9   | Ret | 18  | 15  | 7   | Ret | 13  | Ret | 10  | 11  | 9   | 9   | 15† | 12  | 7   | 10  | C   | 16  | NP  | NP  | NP  | NP  | NP  | NP  | 13    |
| 18   | 22  | Jake Hughes         | NP  | NP  | NP  | NP  | NP  | NP  | NP  | NP  | NP  | NP  | NP  | NP  | 12  | Ret | 13  | 4   | C   | 18  | NP  | NP  | NP  | Ret | 13  | Ret | 8     |
| 19   | 11  | Jack Doohan         | NP  | NP  | NP  | NP  | NP  | NP  | NP  | NP  | NP  | NP  | NP  | NP  | NP  | NP  | NP  | NP  | C   | NP  | 11  | 5   | 13  | 11  | 8   | Ret | 7     |
| 20   | 14  | Enzo Fittipaldi     | NP  | NP  | NP  | NP  | NP  | NP  | NP  | NP  | NP  | NP  | NP  | NP  | Ret | 16  | 11  | 17  | C   | 12  | 12  | 7   | Ret | NP  | NP  | NP  | 2     |
| 21   | 24  | Marino Sato         | 15  | 8   | 14  | 19† | Ret | 14  | 18  | 13  | 15  | Ret | 16  | 19  | Ret | 20  | Ret | 14  | C   | 14  | Ret | 13  | 18  | 19  | 16  | 17  | 1     |
| 22   | 22  | Matteo Nannini      | 14  | 9   | 10  | NP  | NP  | NP  | 15  | 11  | NL  | 15  | 14  | 18  | NP  | NP  | NP  | NP  | C   | NP  | NP  | NP  | NP  | NP  | NP  | NP  | 1     |
| 23   | 22  | Jack Aitken         | NP  | NP  | NP  | 16  | 9   | 18  | Ret | 12  | 11  | 17  | 18  | 17  | NP  | NP  | NP  | NP  | C   | NP  | NP  | NP  | NP  | NP  | NP  | NP  | 0     |
| 24   | 15  | Guilherme Samaia    | 11  | 11  | 16  | 17  | 13  | 15  | 17  | 14  | 18  | Ret | 17  | 20  | Ret | Ret | Ret | 13  | C   | 13  | Ret | Ret | 17  | 16  | 12  | 16  | 0     |
| 25   | 23  | Alessio Deledda     | 18  | Ret | Ret | 18  | 12  | 17  | Ret | 15  | 19  | Ret | Ret | 22  | 13  | 19  | Ret | 18  | C   | 17  | Ret | Ret | 20  | 18  | Ret | 19  | 0     |
| 26   | 20  | Olli Caldwell       | NP  | NP  | NP  | NP  | NP  | NP  | NP  | NP  | NP  | NP  | NP  | NP  | NP  | NP  | NP  | NP  | C   | NP  | 18  | 12  | 16  | 20  | 15  | 18  | 0     |
| 27   | 20  | Gianluca Petecof    | 17  | 13  | Ret | Ret | Ret | 16  | NP  | NP  | NP  | NP  | NP  | NP  | NP  | NP  | NP  | NP  | C   | NP  | NP  | NP  | NP  | NP  | NP  | NP  | 0     |
| 28   | 12  | Clément Novalak     | NP  | NP  | NP  | NP  | NP  | NP  | NP  | NP  | NP  | NP  | NP  | NP  | NP  | NP  | NP  | NP  | C   | NP  | 14  | Ret | 19  | 17  | 14  | 14  | 0     |
| 29   | 22  | Logan Sargeant      | NP  | NP  | NP  | NP  | NP  | NP  | NP  | NP  | NP  | NP  | NP  | NP  | NP  | NP  | NP  | NP  | C   | NP  | 16  | Ret | 14  | NP  | NP  | NP  | 0     |
| Pos. | N.º | Piloto              | SAK | SAK | SAK | MCO | MCO | MCO | BAC | BAC | BAC | SIL | SIL | SIL | MON | MON | MON | SOC | SOC | SOC | GID | GID | GID | YAS | YAS | YAS | Ptos. |

| Cor        | Resultado             |
| ---------- | --------------------- |
| Ouro       | Vencedor              |
| Prata      | 2.º lugar             |
| Bronze     | 3.º lugar             |
| Verde      | Terminou, nos pontos  |
| Azul       | Terminou, sem pontos  |
| Púrpura    | Ret – Retirou-se      |
| Vermelho   | NQ – Não qualificado  |
| Preto      | DSQ – Desqualificado  |
| Branco     | NL – Não largou       |
| Branco     | C – Corrida cancelada |
| Azul claro | AT – Apenas Treino    |
| Sem cor    | NP – Não participou   |
| Sem cor    | Les – Lesionado       |
| Sem cor    | EX – Excluído         |

### Campeonato de Equipes
| Pos. | Equipe                | N.º | SAK | SAK | SAK | MCO | MCO | MCO | BAC | BAC | BAC | SIL | SIL | SIL | MON | MON | MON | SOC | SOC | SOC | GID | GID | GID | YAS | YAS | YAS | Ptos. |
| ---- | --------------------- | --- | --- | --- | --- | --- | --- | --- | --- | --- | --- | --- | --- | --- | --- | --- | --- | --- | --- | --- | --- | --- | --- | --- | --- | --- | ----- |
| 1    | Prema Racing          | 1   | 4   | Ret | 7   | Ret | 10  | 4   | 1   | 5   | 3   | 1   | 15  | 5   | 6   | 3   | 6   | 3   | C   | 4   | 5   | 3   | 2   | 4   | 2   | 5   | 444,5 |
| 1    | Prema Racing          | 2   | 5   | 1   | 19† | 8   | 2   | 2   | Ret | 8   | 2   | 6   | 4   | 3   | 4   | 7   | 1   | 9   | C   | 1   | 8   | 1   | 1   | 3   | Ret | 1   | 444,5 |
| 2    | UNI-Virtuosi Racing   | 3   | 7   | 3   | 1   | 1   | 15  | 5   | 3   | Ret | 13  | Ret | 11  | 1   | 2   | 8   | 2   | NL  | C   | 6   | 17  | 8   | 4   | 8   | 1   | 2   | 288   |
| 2    | UNI-Virtuosi Racing   | 4   | 16  | 14  | 9   | 2   | 14  | 3   | 14  | 10  | 4   | 4   | 7   | 6   | Ret | 17  | 12  | NL  | C   | NL  | 4   | 10  | 5   | 2   | 5   | 3   | 288   |
| 3    | Carlin                | 5   | 8   | Ret | 2   | 6   | 1   | Ret | 2   | 6   | 8   | 8   | 3   | 2   | Ret | 11  | 3   | 1   | C   | 5   | 7   | 4   | 10  | 6   | 4   | 6   | 272,5 |
| 3    | Carlin                | 6   | 2   | 4   | 6   | 11  | 8   | Ret | 4   | 3   | 7   | 12  | 19  | 10  | 9   | 1   | 5   | 12  | C   | 3   | 10  | 14  | 11  | 1   | 7   | 11  | 272,5 |
| 4    | Hitech Grand Prix     | 7   | 1   | Ret | 3   | 9   | DSQ | 7   | Ret | 7   | 6   | 7   | 5   | 11  | 5   | 4   | Ret | Ret | C   | 7   | 2   | Ret | 9   | 5   | 6   | Ret | 223   |
| 4    | Hitech Grand Prix     | 8   | 10  | 16  | 13  | 5   | 3   | 8   | 8   | 1   | 1   | 2   | 6   | 7   | 8   | 6   | Ret | 2   | C   | Ret | 3   | Ret | 6   | 12  | Ret | 8   | 223   |
| 5    | ART Grand Prix        | 9   | 6   | 2   | 12  | Ret | Ret | 12  | 11  | Ret | 9   | 3   | 13  | 21  | 3   | 14  | 10  | 7   | C   | 9   | 6   | 15  | 7   | 15  | 18  | 15  | 190   |
| 5    | ART Grand Prix        | 10  | Ret | 6   | 8   | 7   | 4   | 1   | 5   | 9   | Ret | 5   | 10  | 8   | 1   | 10  | 4   | 5   | C   | 2   | Ret | 6   | Ret | 7   | 9   | 4   | 190   |
| 6    | MP Motorsport         | 11  | Ret | 5   | 4   | 13  | 6   | 10  | 12  | Ret | 14  | 10  | 1   | 4   | Ret | 13  | DSQ | 8   | C   | 8   | 11  | 5   | 13  | 11  | 8   | Ret | 75    |
| 6    | MP Motorsport         | 12  | 9   | Ret | 18  | 15  | 7   | Ret | 13  | Ret | 10  | 11  | 9   | 9   | 15† | 12  | 7   | 10  | C   | 16  | 14  | Ret | 19  | 17  | 14  | 14  | 75    |
| 7    | Campos Racing         | 20  | 17  | 13  | Ret | Ret | Ret | 16  | 15  | 11  | NL  | 15  | 14  | 18  | 10  | 5   | 16† | 15  | C   | 10  | 18  | 12  | 16  | 20  | 15  | 18  | 66,5  |
| 7    | Campos Racing         | 21  | Ret | 17  | 15  | 4   | 5   | 6   | 6   | Ret | 5   | 14  | Ret | 14  | 14  | 9   | 14  | 6   | C   | 19† | 15  | 9   | 3   | 9   | 3   | 9   | 66,5  |
| 8    | DAMS                  | 16  | 12  | 15  | Ret | 3   | Ret | 9   | 16  | 16  | 16  | Ret | 12  | 16  | Ret | 18  | 8   | 16  | C   | 15  | 13  | 11  | 15  | 14  | 17  | 13  | 65    |
| 8    | DAMS                  | 17  | Ret | 10  | 5   | 10  | Ret | Ret | 7   | Ret | Ret | 9   | 2   | 12  | 11  | 15  | 9   | 11  | C   | 11  | 1   | Ret | 8   | 10  | Ret | 7   | 65    |
| 9    | Trident               | 24  | 13  | 12  | 17  | 14  | 11  | 11  | 10  | 4   | 17  | 16  | Ret | 13  | 7   | 2   | 15† | Ret | C   | Ret | 9   | 2   | 12  | 13  | 10  | 12  | 35    |
| 9    | Trident               | 25  | 15  | 8   | 14  | 19† | Ret | 14  | 18  | 13  | 15  | Ret | 16  | 19  | Ret | 20  | Ret | 14  | C   | 14  | Ret | 13  | 18  | 19  | 16  | 17  | 35    |
| 10   | Charouz Racing System | 14  | 3   | 7   | 11  | 12  | Ret | 13  | 9   | 2   | 12  | 13  | 8   | 15  | Ret | 16  | 11  | 17  | C   | 12  | 12  | 7   | Ret | Ret | 11  | 10  | 28    |
| 10   | Charouz Racing System | 15  | 11  | 11  | 16  | 17  | 13  | 15  | 17  | 14  | 18  | Ret | 17  | 20  | Ret | Ret | Ret | 13  | C   | 13  | Ret | Ret | 17  | 16  | 12  | 16  | 28    |
| 11   | HWA Racelab           | 22  | 14  | 9   | 10  | 16  | 9   | 18  | Ret | 12  | 11  | 17  | 18  | 17  | 12  | Ret | 13  | 4   | C   | 18  | 16  | Ret | 14  | Ret | 13  | Ret | 9     |
| 11   | HWA Racelab           | 23  | 18  | Ret | Ret | 18  | 12  | 17  | Ret | 15  | 19  | Ret | Ret | 22  | 13  | 19  | Ret | 18  | C   | 17  | Ret | Ret | 20  | 18  | Ret | 19  | 9     |
| Pos. | Equipe                | N.º | SAK | SAK | SAK | MCO | MCO | MCO | BAC | BAC | BAC | SIL | SIL | SIL | MON | MON | MON | SOC | SOC | SOC | GID | GID | GID | YAS | YAS | YAS | Ptos. |

| Cor        | Resultado             |
| ---------- | --------------------- |
| Ouro       | Vencedor              |
| Prata      | 2.º lugar             |
| Bronze     | 3.º lugar             |
| Verde      | Terminou, nos pontos  |
| Azul       | Terminou, sem pontos  |
| Púrpura    | Ret – Retirou-se      |
| Vermelho   | NQ – Não qualificado  |
| Preto      | DSQ – Desqualificado  |
| Branco     | NL – Não largou       |
| Branco     | C – Corrida cancelada |
| Azul claro | AT – Apenas Treino    |
| Sem cor    | NP – Não participou   |
| Sem cor    | Les – Lesionado       |
| Sem cor    | EX – Excluído         |